# Sema-tauy

Amuleto raffigurante il nodo sema, tra il 722 e il 332 a.C. (Periodo tardo dell'Egitto), Faience egizia nera. Museo Egizio, Torino.

Il Sema-tauy (o sma-taui, o nodo sema) è un simbolo dell'Antico Egitto composto dall'intreccio di due piante legate ad un segno che rappresenta la trachea e le arterie.
Le piante sono il fiore di loto (tipico dell'Alto Egitto) e il papiro (tipico invece del Basso Egitto).
Il simbolo allude chiaramente al concetto di unione dei due Egitto sotto uno stesso potere: nella statuaria regale, esso era posto su uno dei lati del trono cubico del sovrano, come ad esempio sulla statua in diorite raffigurante Chefren protetto da Horo.
Talvolta esso era impresso su di un amuleto posto sulla salma del defunto, a significare l'eterna integrità del corpo anche dopo la morte.
Potevano anche essere raffigurati due dei nell'atto di unire le due piante: ad essi potevano corrispondere il dio Hapy rappresentato specularmente, o le coppie Thot-Horo o Horo-Seth.

## Fonti
- carlos.emory.edu,  http://www.carlos.emory.edu/PDF/Classroom%20TpdfUTorial_Colors..
- Nicolas Grimal, Storia dell'Antico Egitto, Laterza.